# منتخب شمال فيتنام لكرة القدم
منتخب شمال فيتنام لكرة القدم هو ممثل شمال فيتنام الرسمي في المنافسات الدولية في كرة القدم في فئة كرة القدم للرجال .